# Paederus fuscipes
Paederus fuscipes är en skalbaggsart som beskrevs av Curtis 1826. Paederus fuscipes ingår i släktet Paederus, och familjen kortvingar. Arten är reproducerande i Sverige.